# Ntobogoro
Ntobogoro är ett periodiskt vattendrag i Burundi.   Det ligger i provinsen Bujumbura Rural, i den västra delen av landet, 19 km nordost om huvudstaden Bujumbura.
Omgivningarna runt Ntobogoro är en mosaik av jordbruksmark och naturlig växtlighet. Runt Ntobogoro är det tätbefolkat, med 297 invånare per kvadratkilometer.